# Sant Miquel de Camarasa
Sant Miquel fou l'església parroquial de Camarasa (Noguera). És un monument protegit i inventariat dins el Patrimoni Arquitectònic Català.

## Descripció
L'església de Sant Miquel es troba a la zona alta del nucli de Camarasa, al vessant sud del castell. Es tracta d'un edifici aïllat, orientat d'est a oest, amb la façana meridional que afronta amb el carrer del Castell i la zona on estava la desapareguda façana de ponent que afronta amb el carrer del Dipòsit, que mena al turó del castell.
Consisteix en una església d'una sola nau, amb un absis semicircular a llevant, allargat a l'interior, amb un transsepte, reformat a la banda nord amb l'obertura de dues capelles laterals. No es conserven els murs meridionals ni de ponent des de l'alçada del creuer fins als peus de l'església. Per les descripcions se sap que la porta d'accés principal s'obria al mur meridional, afrontat amb el carrer de Sant Miquel que descendeix cap al centre de la població. L'aparell constructiu és regular de carreus rectangulars de pedra sorrenca ben escairats i polits. La teulada, a doble vessant, està feta amb lloses de pedra.

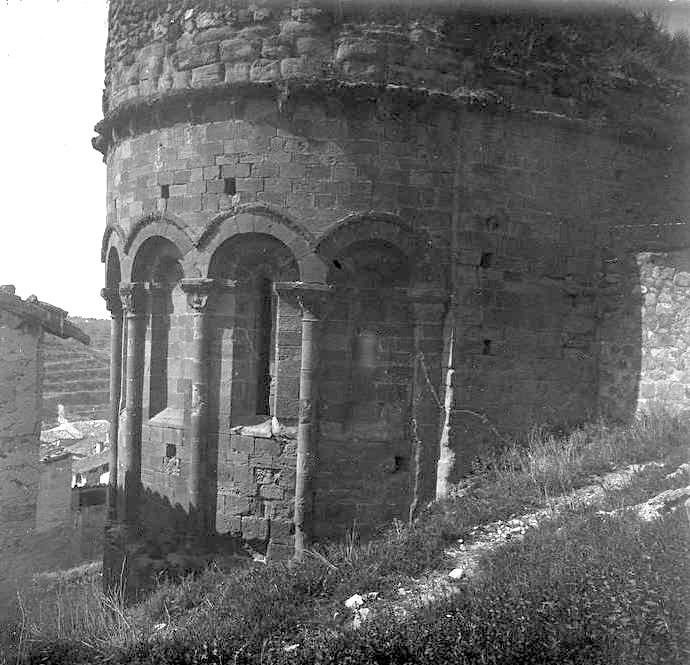
Absis de l'església l'any 1918

De l'exterior, la part més notable és la façana de l'absis, feta a partir d'un sòcol molt elevat (que serveix per a adequar aquesta part de l'edifici a la topografia abrupta) que dona pas a una decoració amb arcuacions suportades per semicolumnes, amb capitells (la majoria dels quals amb decoració coríntia) i àbacs (decorats amb motius geomètrics en ziga-zaga), que divideixen el cos de l'absis en set trams, amb tres finestres obertes als plafons de manera alterna. Els arcs adovellats de les arcuacions estan rematats amb una garlanda decorada amb motius vegetals i les arcuacions interiors disposen d'un àbac idèntic al dels capitells de les semicolumnes. La façana de l'absis és coronada amb una cornisa de pedra motllurada que recolza sobre permòdols, avui molt erosionats. Les tres finestres obertes a l'absis són d'esqueixada simple i, a l'interior, de volta de quadrant d'esfera, presentaven columnes amb capitells que sostenien els arcs de mig punt (capitells i columnes que actualment es guarden al MNAC).
La nau estava coberta amb una volta de canó lleugerament apuntada i estava reforçada per un arc toral del qual només se'n conserva l'arrencada. La volta del creuer és d'aresta reforçada per nervis de secció quadrada que arrenquen de quatre pilars. La capella de l'epístola, o braç sud del transsepte, està coberta amb una volta de canó. Dels pilars que sostenen el creuer, els meridionals són de planta quadrada amb columnes adossades a les dues cares mentre que els septentrionals només tenen una columna a la cara de la nau. Al coronament dels pilars hi ha capitells que abasten les columnes i les cares planes dels pilars. Les dues capelles que s'afegiren a la banda nord estan cobertes amb volta de creueria. L'accés a la nau central des de la capella de la dreta es fa a través d'un arc de mig punt, mentre que el de la capella de l'esquerra és un arc apuntat.
Des del punt de vista de l'estil arquitectònic, sobretot per la solució exterior de l'absis, i la decoració dels capitells amb motius vegetals (tan dels que resten in situ com dels que s'exposen al MNAC), s'ha vinculat Sant Miquel de Camarasa amb certs edificis del sud-oest de França i, dins de Catalunya, amb l'església de Santa Maria de Sant Martí Sarroca (Alt Penedès). D'altra banda, els capitells amb decoració figurativa com l'interessant conjunt que mostra a mode de díptic l'expulsió d'Adam i Eva del paradís i el sacrifici d'Isaac per Abraham (conservat al MNAC) l'han posat en relació amb els mateixos artífexs responsables del claustre de Sant Benet de Bages (el Bages), de certa influència provençal. Per aquestes similituds estilístiques i de disposició de la iconografia sobre els capitells, s'ha datat el període construcció entre les darreries del segle xii i els principis del segle xiii.

## Història
Hi ha escasses referències documentals de l'església de Sant Miquel. S'ha hipotetitzat que el seu origen es remunti a la segona meitat del segle xi, poc després que l'any 1050 el castell de Camarasa, juntament amb el de Cubells, fos cedit per Yüsuf al-Muzaffar al comte Ramon Berenguer I de Barcelona. Aquesta hipòtesi es basa en l'existència (ACU) d'una acta de consagració del 1058 d'una església dedicada a Sant Pere, a Camarasa, que molt probablement es tractava d'una primitiva església romànica dedicada a Sant Pere que posteriorment canvià l'advocació per la de Sant Miquel. A més, un document de venda de terres a Camarasa del 1164 esmenta un tros de terra Sancti Mikaelis, és a dir, de Sant Miquel.
No obstant, el temple que ha arribat fins als nostres dies es considera que fou bastit entre finals del segle xii i mitjan segle xiii, dins un estil encara romànic però ja amb elements gòtics i reformes posteriors de finals del XIII o del XIV.
El 1788 Francisco de Zamora visità Camarasa i descrigué l'església de Sant Miquel en el seu Diario de los viajes hechos en Cataluña. En va lloar la bellesa de la porta i la façana, de la que escrigué: es una de las mejores obras que yo he visto hacer. L'edifici encara estava sencer però ja amenaçava ruïna i s'havia fet construir una altra església.
El 1930, el Museu d'Art de Catalunya va adquirir una sèrie de capitells, columnes i bases que havien estat extrets de Sant Miquel. Es creu que aquestes peces foren espoliades poc abans de l'Exposició Universal de 1929, en què foren exposades com a propietat del barceloní Josep Bardolet.